# Nyhed
|  | Sammenskrivningsforslag Artiklerne Nyheder, Nyhed er foreslået sammenskrevet. (Siden januar 2020) Diskutér forslaget |

En nyhed er en meddelelse, som bibringer modtageren ny viden.
Da modtagerens vidensniveau alene er afgørende for definitionen, kan en gammel meddelelse godt være en nyhed. Selv om en nyhed senere viser sig ikke at være sand, er den stadig en nyhed i det øjeblik, den overleveres, fordi modtageren vil opleve at blive bibragt ny viden.
Nyheder er ikke forbeholdt massemedier, idet de sagtens kan overleveres eksempelvis i en samtale hen over naboens hæk.
Massemedier udvælger historier på baggrund af nyhedskriterier, hvor aktualitet vil vægte højt i udvælgelsen af nyhedshistorier. Hvis modtageren finder meddelelsen uvæsentlig, kan han eller hun betegne den som en pseudonyhed eller beskylde mediet for at være ramt af agurketid – uagtet, at nyheden faktisk bibringer modtageren ny viden.
Hvis et massemedie eksempelvis bringer en citathistorie med et andet medie som kilde, vil meddelelsen kun være en nyhed for den modtager, som ikke tidligere har fået kendskab til historien – og som derved bibringes ny viden. Øvrige modtagere vil kunne kategorisere meddelelsen som en "gammel nyhed" eller en "ikke-nyhed".